# Messerschmitt Me 264
El Messerschmitt Me 264 va ser un bombarder estratègic de llarg abast desenvolupat durant la Segona Guerra Mundial per la Luftwaffe com a principal bombarder estratègic.
Dissenyat inicialment com a bombarder pesat i avió de reconeixement marítim de llarg abast, va ser la proposta presentada per Messerschmit al projecte Amerikabomber del Ministeri de l'aire alemany per a un bombarder estratègic. Es van construir tres prototips, però la producció es va abandonar per permetre que Messerschmitt es concentrés en la producció de caces i el Junkers Ju 390 va ser seleccionat en el seu lloc com un avió de reconeixement marítim. El Me 264 va ser el primer avió en el món amb tancs de combustible integrats, un estàndard per a la majoria dels avions moderns.

## Disseny i desenvolupament
Originalment concebut com a avió de reconeixement marítim de llarg abast a finals dels anys 30 en dues versions, una bimotor i l'altre quatrimotor. L'avanç d'aquests projectes inicialment va ser lent, però després que Alemanya declarés la guerra als Estats Units, el Reichsluftfahrtministerium va iniciar el programa Amerikabomber, a la primavera de 1942, per a un bombarder de molt llarg abast. Messerschmitt va presentar-hi el Me 264. Finalment el RLM es va decantar per la proposta de Junkers, el Junkers Ju 390. En la mesura que el Junkers Ju 390 podria utilitzar components que ja estaven utilitzant-se en el Ju 290, es va escollir aquest disseny.
El Me 264 no va ser abandonat, però, puix que la Kriegsmarine va exigir, per separat, un aparell de patrulla marítima de llarg abast i avió d'atac per substituir el Fw 200 Condor en aquest paper. Com a resultat, es van ordenar que es completessin els dos prototips pendents com a prototips de desenvolupament dels avions de reconeixement de llarg abast Me 264A.
El primer prototip del Me 264 originalment es va equipar amb quatre motors Junkers Jumo 211 en la llavors nova instal·lació unificada Kraftei (o "ou de potència") dissenyats per al Junkers Ju 88A, però la potència inadequada dels motors Jumo 211 van provocar la seva substitució al primer prototip Me 264 V1 per quatre motors BMW 801G de 1.700 CV (1.250 kW)

## Ús operacional
El primer prototip, el Me 264 V1, va volar el 23 de desembre de 1942. Va ser alimentat inicialment per quatre motors en línia Jumo 211J de 990 kW (1.340 CV) cadascun. A finals de 1943, es van canviar pels radials BMW 801G que generàven 1.290 kW (1.750 CV). Les proves van mostrar nombrosos defectes lleus i es va trobar que era difícil de pilotar. El primer prototip no estava equipat amb armament ni blindatges, però els següents dos prototips, el Me 264 V2 i el V3 portaven blindatge per als llocs de motorització, tripulació i armament. El Me 264 V2 també es va construir sense armament defensiu i el Me 264 V3 ja havia d'incorporar l'armament i tenir el mateix blindatge
El 1943, la Kriegsmarine van retirar el seut interès pel Me 264 a favor del Ju 290 i el previst Ju 390. A finals de 1943, el segon prototip, Me 264 V2, va ser destruït en un bombardeig. El 18 de juliol de 1944, el primer prototip, que havia entrat en servei amb Transportstaffel 5, va ser danyat durant un atac aliat i no va ser reparat. El tercer prototip, que no estava acabat, va ser destruït durant el mateix atac. A l'octubre de 1943, Erhard Milch va aturar el desenvolupament Me 264, i va ordenar a Messerschmit que es concentrés en el desenvolupament i la producció del Messerschmitt Me 262.